# Sooke
Sooke (vlastiti naziv T'Sou-ke; ostali nazivi Achiganes, Sock Indians, Sōk, Sokes, Tsohke, Sâ΄ok), jedno od tri glavna ogranka ili plemena Songish Indijanaca, porodica salishan, s otoka Vancouver u britanskoj Kolumbiji, Kanada. Ostale dvije skupine koje čine Songishe su Songish vlastiti i Saanich (Sanetch).
Sooke teritorij nalazi se na obali otoka Vancouvera uz Sooke Inlet u prolazu Juan de Fuca, gdje se danas nalazi istoimeni grad Sooke (Kanada)|Sooke. Populacija im je 1909. godine iznosila 28.
Ime Sooke anglizam je nastao od njihovog vlastitog naziva za sebe koji u dijelektu SENĆOŦEN glasi T'Sou-ke, a označava jednu vrstu ribe (Stickleback fish) koja živi na estuariju rijeke, a pripoada porodici Gasterosteidae. Naziv Sooke prvi koriste ljudi kompanije Hudson Bay kao Soke, da bi se kasnije prtvorio u Sooke, a označava uz ovo pleme i obližnji grad, rijeku i Sooke Basin.
Njihova dva rezervata nalaze se kod Sooke Basina i prostiru se na 67 hektara (165 akera), a za njih su utemeljeni 1877. Na njemu danas živi većina pripadnika plemena, a registrirano ih je 251 u veljači 2013.
Govore posebnim songish dijalektom.